# Jörg Schepers
Jörg Schepers (* 15. Dezember 1960) ist ein ehemaliger deutscher Fußballspieler.

## Sportlicher Werdegang
Schepers begann seine Karriere bei den Reinickendorfer Füchsen, die in der drittklassigen Oberliga Berlin antraten. Im Berliner Landespokal 1980/81 erreichte er mit der Mannschaft das Endspiel, in dem sich der BFC Preussen mit einem 2:1-Erfolg durchsetzte. Anschließend reüssierte er mit dem SC Charlottenburg: nach dem Aufstieg des Klubs in die Oberliga 1981 verpasste die Mannschaft in der Spielzeit 1981/82 als Liganeuling nur knapp den Durchmarsch, als Tabellendritter fehlten fünf Punkte auf Meister und Vorjahresabsteiger Tennis Borussia Berlin. In der folgenden Saison war der Defensivspieler in allen 30 Saisonspielen für den Klub auf dem Platz, als mit nur einer Saisonniederlage vor Hertha Zehlendorf die Berliner Meisterschaft gewonnen wurde. In der Aufstiegsrunde blieb er ohne Einsatz, als Gruppenzweiter setzte sich der Berliner Klub jedoch nach je zwei Siegen, Unentschieden und Niederlagen mit einem Punkt Vorsprung vor dem SC Eintracht Hamm und dem FC St. Pauli durch und stieg in die Zweitklassigkeit auf. Parallel erreichte Schpers mit der Mannschaft das Endspiel um den Berliner Landespokal 1982/83, in dem Tennis Borussia Berlin im Mommsenstadion mit 3:2 nach Verlängerung geschlagen wurde. Frank Dietrich erzielte den spielentscheidenden Treffer für die Mannschaft von Gerd Achterberg, der trotz der Erfolge abgelöst wurde, kurz vor Ende der Spielzeit.
In der 2. Bundesliga gehörte Schepers unter Trainer Bernd Erdmann und dessen Nachfolger Slobodan Čendić über weite Strecken zu dem Stammspielern an der Seite von Andreas Köpke, Jörg Gaedke, Jürgen Schulz, Peter Aping, Edmund Malura, Thorsten Schlumberger und Rainer Sprangowski. Insbesondere auch aufgrund einer Roten Karte und einer Gelbsperre kam er im Verlauf der Zweitliga-Spielzeit 1983/84 zu 27 Ligaeinsätzen. Letztlich verpasste die Mannschaft den Klassenerhalt, Mitaufsteiger Rot-Weiß Oberhausen verzeichnete auf dem 16. Tabellenplatz zwei Pluspunkte mehr. Als Vizemeister verpasste er mit der Mannschaft hinter Tennis Borussia Berlin – Gegner im Endspiel um den Berliner Landespokal 1984/85, in dem sich TeBe durch einen Treffer von Robert Jüttner das Berliner Double sicherte – trotz lediglich zwei Saisonniederlagen die Berliner Meisterschaft, qualifizierte sich aber für die Deutsche Amateurmeisterschaft 1985. Dort wurde der Finaleinzug gegen den DSC Wanne-Eickel nach einer 0:4-Heimniederlage im Hinspiel trotz eines 1:0-Erfolgs im Rückspiel verpasst. In der Spielzeit 1985/86 wiederholte die Mannschaft nach dem Gewinn des Meistertitels im Endspiel um den Berliner Landespokal 1985/86 das Double, als der Spandauer SV durch Treffer von Peter Pagel und Bernd Geesdorf trotz zwischenzeitlichem Rückstand durch Wolfgang Schilling mit 2:1 besiegt wurde. In der Aufstiegsrunde zur 2. Bundesliga reichte es für die von Fahrudin Jusufi trainierte Mannschaft hinter dem FC St. Pauli und Rot-Weiss Essen jedoch trotz drei Siegen nur zum dritten Platz. 
Anschließend wechselte Schepers gemeinsam mit Trainer Jusufi sowie den Mannschaftskameraden Geesdorf und Stefan Brandenburger zum TSV 1860 München in die Bayernliga. Mit dem vormaligen deutschen Meister spielte er in den Bayernliga-Spielzeiten 1986/87 und 1987/88 um die Rückkehr in den Profifußball, die der Drittligist als jeweils Tabellendritter knapp verpasste. In München kam Schepers jedoch nicht über den Status eines Ergänzungsspielers hinaus.
1988 wechselte Schepers zurück nach Berlin zu den Reinickendorfer Füchsen, mit denen er jeweils in der Oberliga-Spielzeit 1988/89 bzw. 1989/90 den Berliner Meistertitel gewann, jedoch in der anschließenden Aufstiegsrunde scheiterte. Anschließend verliert sich die Spur des Spielers.